# 小行星886
小行星886（886 Washingtonia）是一颗围绕太阳公转的小行星。1917年11月16日，喬治·亨利·彼得斯在華盛頓描述了此天体。
該小行星以美國首任總統乔治·华盛顿命名。
这颗小行星的绝对星等为9.3等。瑪格麗特·哈伍德于同年11月12日亦独立发现了这颗小行星。

## 相关條目
- 小行星列表/10001-11000

## 外部連結
- Asteroid Lightcurve Database (LCDB) （页面存档备份，存于）, query form (info （页面存档备份，存于）)
- Dictionary of Minor Planet Names, Google books
- Discovery Circumstances: Numbered Minor Planets (10001)-(15000) （页面存档备份，存于） – Minor Planet Center
- 小行星886 at AstDyS-2, Asteroids—Dynamic Site
  - Ephemeris · Observation prediction · Orbital info · Proper elements · Observational info
- NASA JPL小天體瀏覽器上的小行星886

| 前一小行星： 小行星885 | 小行星列表 | 後一小行星： 小行星887 |